# 良子と佳奈のアマガミ カミングスウィート!
『良子と佳奈のアマガミ カミングスウィート!』（りょうことかなのアマガミ カミングスウィート）は、プレイステーション2用ゲームソフト『アマガミ』に関連したインターネットラジオ番組。2009年3月16日から2012年9月17日まで、音泉にて全180回が配信された。通称・略称は「アマガミラジオ」、「アマラジ」。

## 放送概要
パーソナリティー：新谷良子（桜井梨穂子 役）、阿澄佳奈（橘美也 役）
配信日：毎週月曜日
エンターブレインから発売された恋愛シミュレーションゲーム『アマガミ』及び、その改良廉価版『エビコレ＋ アマガミ』の魅力を伝えるトーク番組。主に、パーソナリティ及びゲストによるオープニングトーク、アニメ版や漫画版を始めとした関連コンテンツや関連商品などのインフォメーション、番組に届いたメール紹介&フリートークといった各コーナー毎の展開で構成された。
メール採用リスナーに対しては、毎週抽選で1名に番組特製アマガミポストカード（良子と佳奈のメッセージ入り）がプレゼントされていた。
なお、本項における担当パーソナリティの呼称はタイトルに準拠して、新谷を「良子」、阿澄を「佳奈」と表記する。

## コーナー

### レギュラーコーナー
アマガミインフォメーション
アニメ、雑誌、CD、DVDなどの関連情報を紹介。
ふつおた
リスナーからのメール（ふつうのおたより）を紹介。
おしゃべりヒット&ラン!
リスナーから募集した質問に答え、ゲーム同様5ターンの会話成立を目指す。基本的に、良子と佳奈の週交代で行われた。
質問側は、まずジャンル（『世間話』・『運動』・『娯楽』・『食べ物』・『恋愛』）とテンションの上下（『Up』・『Down』・『Stay』）を番組特製カードから引く。上下変動によってテンションは「Hi」（高）、「Mid」（普通）、「Low」（低）いずれかの状態になり、相手はそれに合わせた形で会話に臨まなくてはならない。
ただし、テンションがHiの状態からUpを引いたり、Lowの状態からDownを引いてしまった場合、相手は逃げ（Run）扱いとなって強制終了となる。Runにより答えられなかった質問については、質問側が代わりに答える。
ゲストがいる場合はその人が会話相手になり、1問目はカードを引かずに無条件でMidから始まる。
はむっとアマガミ
本番組のタイトル通り、色々な食材に対して“アマガミ（甘噛み）”を実践。食材の見た目と匂いが分からないように、アイマスクとアーティスティックスイミング用のノーズクリップを着用した上で、食感だけを頼りに何であるかを当ててみせる。1クールで獲得ポイントの多かった方には、ご褒美食材がプレゼントされた。
こちらも通常、佳奈（試食させる側）→良子（試食する側）、良子→佳奈と毎週交互で行われたが、ゲストがいる場合は一緒に参加することがあった。さらにゲスト2人の場合は、良子チームと佳奈チームとに分かれ、2週に渡って行われることもあった。
第165回より、1ヵ月ごとに何らかのテーマの食べ物の名前を当てるルールへと変わった。例えば、お菓子がテーマだと、商品名も含めて当てなければならなかった。
シュナイダーに聞いてみよ～♪
第133回（2011年10月24日）開始。「学校や職場で○○な事があった」「好きな人に○○と言った」など日常で心に残ったことや、「○○してしまった、どうすればいい?」などちょっと困ったことなどを、梨穂子愛用のワニのぬいぐるみ“シュナイダー”に話しかけるコーナー。第137回（2011年11月21日）からは、佳奈がシュナイダー役として回答していた。

### ゲスト限定コーナー
にぃに!何かいいことあったでしょ〜
不定期コーナー。ゲーム『アマガミ』と同じ状況を良子と佳奈で演じる。良子が各ヒロイン役を、佳奈が「佳奈雄」という名前で主人公役を担当。例外として、雑誌付録の番外編『あいらんどSP2』（後述）では、掲載漫画『アマガミ precious diary』の美也編を演じることになったため、良子が主人公・橘純一役を担当した。
第65回までは隔週で行われていたが、番組後期においては、ゲストが出演した時のみに行われるようになった。
あなたのアマガミストーリー♪
指定されたヒロインをテーマにした妄想ストーリーをリスナーから募集し、良子と佳奈が話を膨らませていく。
リスナーは学校内外で「こんなイベントがあったら」というアイデアを、シチュエーションやセリフの流れなども記入して140字程度以内で送ることとなっていた。

### 特別コーナー
特別企画・azusaさんに『アマガミSS＋ plus』のOPとEDのことをいろいろ聞いちゃおう!
第138回（2011年11月28日）に行われた特別企画。アニメ第2期のオープニングテーマ『Check my soul』（2012年2月1日発売）と、エンディングテーマ『告白』（同年2月8日発売）が1コーラスだけ初出しされた。なお当企画のため、同回での「はむっとアマガミ」は休止された。

### 途中終了コーナー
はみんぐsing a song!
隔週コーナー。毎回決まったテーマに沿ってリスナーから募集した歌詞に、良子がメロディを付けて歌う。

## ゲスト
番組本編
| ゲスト                                              | 参加回 / 配信日 | 参加回 / 配信日 | 参加回 / 配信日 | 参加回 / 配信日 | 参加回 / 配信日 | 参加回 / 配信日 |   |
| --------------------------------------------------- | --------------- | --------------- | --------------- | --------------- | --------------- | --------------- | - |
| うーさん（アマガミ広報担当）                        | 第0回           | 第5回           | 第20回          | 第21回          | 第23回          | -               |   |
| うーさん（アマガミ広報担当）                        | 2009年3月16日   | 4月27日         | 8月10日         | 8月17日         | 8月31日         | -               |   |
| 名塚佳織（絢辻詞 役）                               | 第10回          | 第89回          | 第90回          | 第142回         | 第146回         | -               |   |
| 名塚佳織（絢辻詞 役）                               | 2009年6月1日    | 2010年12月13日  | 12月20日        | 2011年12月26日  | 2012年1月30日   | -               |   |
| ゆかな（七咲逢 役）                                 | 第14回          | 第15回          | 第79回          | 第80回          | 第151回         | -               |   |
| ゆかな（七咲逢 役）                                 | 2009年6月29日   | 7月6日          | 2010年10月4日   | 10月11日        | 2012年3月5日    | -               |   |
| 佐藤利奈（棚町薫 役）                               | 第20回          | 第59回          | 第71回          | 第72回          | 第152回         | -               |   |
| 佐藤利奈（棚町薫 役）                               | 2009年8月10日   | 2010年5月17日   | 8月9日          | 8月16日         | 2012年3月12日   | -               |   |
| 今野宏美（中多紗江 役）                             | 第23回          | 第77回          | 第78回          | 第156回         | -               | -               |   |
| 今野宏美（中多紗江 役）                             | 2009年8月31日   | 2010年9月20日   | 9月27日         | 2012年4月9日    | -               | -               |   |
| 伊藤静（森島はるか 役）                             | 第26回          | 第27回          | 第69回          | 第70回          | 第163回         | -               |   |
| 伊藤静（森島はるか 役）                             | 2009年9月21日   | 9月28日         | 2010年7月26日   | 8月2日          | 2012年5月28日   | -               |   |
| 松岡由貴（伊藤香苗 役）                             | 第32回          | 第33回          | -               | -               | -               | -               |   |
| 松岡由貴（伊藤香苗 役）                             | 2009年11月2日   | 11月9日         | -               | -               | -               | -               |   |
| 寺島拓篤（梅原正吉 役）                             | 第56回          | 第142回         | -               | -               | -               | -               | - |
| 寺島拓篤（梅原正吉 役）                             | 2010年4月26日   | 2011年12月26日  | -               | -               | -               | -               | - |
| 前野智昭（橘純一 役）                               | 第63回          | 第64回          | -               | -               | -               | -               |   |
| 前野智昭（橘純一 役）                               | 2010年6月14日   | 6月21日         | -               | -               | -               | -               |   |
| azusa（アニメ版テーマ歌手 /第1期EDを除く）          | 第67回          | 第68回          | 第81回          | 第82回          | 第138回         | 第142回         |   |
| azusa（アニメ版テーマ歌手 /第1期EDを除く）          | 2010年7月12日   | 7月19日         | 10月18日        | 10月25日        | 2011年11月28日  | 12月26日        |   |
| 佐藤泉美（夕月琉璃子 役） 原田ひとみ（飛羽愛歌 役） | 第87回          | 第88回          | -               | -               | -               | -               |   |
| 佐藤泉美（夕月琉璃子 役） 原田ひとみ（飛羽愛歌 役） | 2010年11月29日  | 12月6日         | -               | -               | -               | -               |   |
| 門脇舞以（上崎裡沙&田中恵子 役）                    | 第98回          | 第99回          | -               | -               | -               | -               |   |
| 門脇舞以（上崎裡沙&田中恵子 役）                    | 2011年2月21日   | 2月28日         | -               | -               | -               | -               |   |

ラジオCD特別編
- Vol.1〜Vol.4、Vol.6、Vol.7、Vol.10、Vol.12、Vol.18 - 寺島拓篤（梅原正吉 役）
- Vol.2 - 早水リサ（高橋麻耶 役）
- Vol.3 - 杉田智和（ケン 役）
- Vol.4、Vol.19 - 門脇舞以（上崎裡沙&田中恵子 役）
- Vol.5 - 佐藤泉美（夕月琉璃子 役）、原田ひとみ（飛羽愛歌 役）
- Vol.6 - 浅川悠（塚原響 役）
- Vol.7 - 佐藤利奈（棚町薫 役）
- Vol.8 - 水橋かおり（『キミキス』里仲なるみ 役）、広橋涼（『キミキス』咲野明日夏 役）
- Vol.9、Vol.12、Vol.18、Vol.19 - 前野智昭（橘純一 役）
- Vol.14 - 田内夏子（黒沢典子 役）
- Vol.15 - ゆかな（七咲逢 役）

OP/EDテーマソングCD特別編
- CD収録・録り下ろし番組 - ドン・マッコウ、丑山智一(Twofive)

## エピソード
- 『はむっとアマガミ』コーナーにおいて、良子の方が食材を当てることが多いため、佳奈からはプロと呼ばれたこともある。
- 第5回（2009年4月27日）配信では、スケジュールの都合でパーソナリティ2人が別々に収録したものが放送された。まず先に良子が収録した音声に合わせ、後から佳奈がうまく会話が繋がるように声を載せて、通常と変わらず普通に会話しているかのように編集して放送された。
- 第8回（2009年5月18日）配信では、「アマガミインフォメーション」のコーナーに突然名塚佳織が1人で登場し、アマガミに関する情報案内や、リスナーの名塚に対する質問メールに答えるなどのトークを行った。その後の第10回（2009年6月1日）配信にて、名塚は正式にゲストとして参加した。
- 第20・59回は佐藤利奈が、第23回は今野宏美がゲストとして参加したが、それらの回はスケジュールや体調不良で良子が欠席となった。そのため、第71回で三度目に佐藤が参加した際は、良子がこのことについて言及している。
- 第32・33回は、スケジュールの都合で佳奈が欠席した。
- 2010年4月24日には配信開始後、初となる公開録音が行われた[5]。当日の模様は、4月26日更新の第56回として配信。
- 第95回にて番組のテーマ曲の制作が発表され、第97回よりオープニングとエンディングそれぞれの曲が専用のものとなった。
- 第100回では、100回記念として、良子以外の各ヒロインの声優（隠しヒロイン役である門脇舞以を含む）と橘純一役の前野智昭、アニメ版オープニングテーマを担当[6]したazusaがそれぞれメッセージを寄せた。
- 2011年3月13日に予定されていた100回記念公開録音イベントは、東北地方太平洋沖地震（東日本大震災）のため延期された[7]。その自粛に合わせて第102回から第105回までは、「おしゃべりヒット&ラン!」と「はむっとアマガミ」が休止され、一時短縮の内容で行われた。その後、開催日は6月11日、イベント名は“良子と佳奈のアマガミ カミングスウィート!公開録音 振り替えイベント”として、THE GRAND HALL（東京都品川区）にて収録が行われた。
- 第132回（2011年10月17日）配信では、アニメ第2期のタイトルが決定したことに伴い、アニメとラジオの連動企画第一弾として“『アマガミSS＋ plus』キャラクター放送順予想クイズ”を同月31日まで実施した。第134回（2011年10月31日）の中間発表（的中者あり）を経て、第136回（2011年11月14日）に正解発表。「絢辻詞→桜井梨穂子→七咲逢→棚町薫→中多紗江→森島はるか」の順で、正解者は9名だった。正解者には、参加希望者全員に対する番組公開録音（次項）招待状と、副賞『エビコレ＋ アマガミ Limited Edition』、更に良子と佳奈のサイン入り『アマガミ SS』ポスターがプレゼントされた。
- 2011年12月23日には、“良子と佳奈のアマガミ カミングスウィート! 『アマガミSS＋ plus』放送直前公開録音”が行われた。会場は、前述の100回記念公開録音振り替えイベントに引き続き THE GRAND HALL。ゲストには名塚佳織、寺島拓篤、azusa。
- 2012年5月13日には長野県松本市のCD・DVDショップ「ライオン堂」にて、ラジオCD Vol.16発売記念お渡し会が開催された。スタッフ一行は前日からバス貸し切りで現地入りし、その道中の模様もロケ収録が行われた。それらは2012年7月4日発売のラジオCD Vol.17に収録されており、ゲーム広報担当者による公式ブログ『ちーさんのアマガミな日々。』（第54歩目/2012年7月6日更新分記事）においても詳細なレポートが掲載されている。
- 「東京エンカウント」の第十八章にてゲームである『エビコレ＋ アマガミ』が取り上げられたこともあってか、本番組でも「東京エンカウント」の宣伝が行われた。同ラジオ内にて良子が演じる梨穂子のことについて聞かれた（東京エンカウントのMCである）中村悠一が「梨穂子はいいや…」と発言したことを暴露した。

## 主題歌

### オープニング
| 使用回          | タイトル                                                        | 歌                                       |
| --------------- | --------------------------------------------------------------- | ---------------------------------------- |
| 第0回〜第13回   | 「ゲームメインテーマ1」 （アマガミ オリジナルサウンドトラック） | -                                        |
| 第14回〜第96回  | 「DJK」 （アマガミ キャラクターソング vol.1）                   | 桜井梨穂子（新谷良子）                   |
| 第97回〜第179回 | 「時々ドキドキ」                                                | 桜井梨穂子（新谷良子）、美也（阿澄佳奈） |

### エンディング
| 使用回          | タイトル                                                           | 歌                                       |
| --------------- | ------------------------------------------------------------------ | ---------------------------------------- |
| 第0回〜第26回   | 「アマガミ Opening Title」 （アマガミ オリジナルサウンドトラック） | -                                        |
| 第27回〜第96回  | 「Grown up!」 （アマガミ キャラクターソング vol.4）                | 美也（阿澄佳奈）                         |
| 第97回〜第179回 | 「like a flower」                                                  | 桜井梨穂子（新谷良子）、美也（阿澄佳奈） |

## 復活特番

### 動画特番
良子と佳奈の カミングバック・トゥ・ジ・アマガミ
ニコニコ動画音泉チャンネルにて期間限定配信（2013年12月18日 - 2014年1月6日）
良子と佳奈の カミングバック・トゥ・ジ・アマガミ PART2
ニコニコ動画音泉チャンネルにて期間限定配信（2014年2月19日 - 3月30日）
良子と佳奈の カミングバック・トゥ・ジ・アマガミ PART3
ニコニコ生放送『インターネットラジオステーション＜音泉＞10周年記念24時間生放送』内にて生配信（2014年7月6日）

### Webラジオ特番
良子と佳奈のカミングバック トゥ・ジ アマガミ！Part4
音泉にてSP回として期間限定配信（2016年12月5日）
良子と佳奈のアマガミ カミングスウィート! ～the 10th Anniversary～
音泉にてSP回として配信（2019年7月17日）

## 関連商品

### ラジオCD
各2枚組で、1枚目は新規録り下ろしの特別編を収録したオーディオCD、2枚目は過去の配信分をMP3形式で収録したデータCDとなっている。
Vol.5以降のジャケットイラストは、ゲームの漫画化作品を手掛けた作家が担当している。
| 巻数   | 収録回           | 商品コード     | 発売日         | 備考                                                                       |
| ------ | ---------------- | -------------- | -------------- | -------------------------------------------------------------------------- |
| Vol.1  | 第0回〜第8回     | AMRD-0001      | 2009年6月26日  | ジャケットイラスト担当：高山箕犀（〜Vol.4）                                |
| Vol.2  | 第9回〜第17回    | AMRD-0002      | 2009年9月25日  | 2009年8月14日〜16日開催のコミックマーケット76にて先行販売                  |
| Vol.3  | 第18回〜第26回   | AMRD-0003      | 2009年10月23日 |                                                                            |
| Vol.4  | 第27回〜第35回   | AMRD-0004      | 2010年1月29日  | 2009年12月29日〜31日開催のコミックマーケット77にて先行販売                 |
| Vol.5  | 第36回〜第44回   | AMRD-0005      | 2010年3月26日  | ジャケットイラスト担当：桜小鉄（〜Vol.8）                                  |
| Vol.6  | 第45回〜第53回   | AMRD-0006      | 2010年6月25日  |                                                                            |
| Vol.7  | 第54回〜第62回   | AMRD-0007      | 2010年11月26日 | “「はむっとアマガミ」コーナー勝者、新谷良子へのご褒美スペシャル”収録       |
| Vol.8  | 第63回〜第71回   | AMRD-0008      | 2011年1月28日  |                                                                            |
| Vol.9  | 第72回〜第80回   | AMRD-0009      | 2011年5月27日  | ジャケットイラスト担当：オトウフ（〜Vol.20）                               |
| Vol.10 | 第81回〜第89回   | AMRD-0010      | 2011年6月24日  |                                                                            |
| Vol.11 | 第90回〜第98回   | AMRD-0011      | 2011年7月29日  | 100回記念公開録音振り替えイベント収録                                      |
| Vol.12 | 第99回〜第107回  | AMRD-0012      | 2011年10月28日 | 特別編『智昭と拓篤のアマガミ カミングスウィート!』収録                     |
| Vol.13 | 第108回〜第116回 | AMRD-0013      | 2011年12月30日 | 2011年12月23日開催の同番組公開録音イベントにて先行販売                     |
| Vol.14 | 第117回〜第125回 | AMRD-0014      | 2012年2月24日  |                                                                            |
| Vol.15 | 第126回〜第134回 | AMRD-0015      | 2012年3月30日  |                                                                            |
| Vol.16 | 第135回〜第143回 | TBZR-0005/0006 | 2012年5月9日   |                                                                            |
| Vol.17 | 第144回〜第152回 | TBZR-0029/0030 | 2012年7月4日   | Vol.16発売記念CDお渡し会（長野県松本市）での道中模様収録                   |
| Vol.18 | 第153回〜第161回 | TBZR-0033/0034 | 2012年8月1日   |                                                                            |
| Vol.19 | 第162回〜第170回 | TBZR-0045/0046 | 2012年12月26日 |                                                                            |
| Vol.20 | 第171回〜第179回 | TBZR-0047/0048 | 2012年12月26日 |                                                                            |
|        | SP回+おまけ      |                | 2016年12月21日 | きゃにめ.jpにて『アマガミSS Blu-ray ソロ・コレクション』全巻購入者への特典 |

### 雑誌付録企画
白泉社刊『ヤングアニマルあいらんど』誌において、番外編となる録り下ろし番組を収録したCD-ROMが付属された。
| 号数  | 収録番組名                                             | 付属CD-ROM名                               | 雑誌発売日    |
| ----- | ------------------------------------------------------ | ------------------------------------------ | ------------- |
| no.12 | 良子と佳奈のアマガミ カミングスウィート! あいらんどSP  | 『アマガミ precious diary』 お宝CD-ROM     | 2010年6月29日 |
| no.14 | 良子と佳奈のアマガミ カミングスウィート! あいらんどSP2 | 『アマガミ precious diary』 お宝CD-ROM III | 2011年2月28日 |

### OP・ED曲
CD 「良子と佳奈のアマガミ カミングスウィート! OP/EDテーマソング 時々ドキドキ/like a flower」
2011年4月27日にポニーキャニオンから発売。型番はPCCG-90064。
第5トラックには録り下ろし番組が収録されている。ジャケットイラスト担当はオトウフ。
収録曲（全作詞：ドン・マッコウ）
1. 時々ドキドキ [5:30]
作曲：RKMAN.
2. like a flower [4:51]
作曲：おおくまけんいち
作詞：Tim Jensen
3. 時々ドキドキ （Instrumental）
4. like a flower （Instrumental）
5. 良子と佳奈のアマガミ カミングスウィート!（録りおろし）